# Ângulo cavossuperficial
Em Dentística, o ângulo cavossuperficial é o ângulo formado pela junção das paredes da cavidade com a superfície externa do dente.
O termo cavosuperficial é usado especialmente para indicar a forma que se deve dar a este ângulo em determinada porção da margem do esmalte ou do contorno da cavidade, como por exemplo: o ângulo cavosuperficial da caixa oclusal é biselado.
O ângulo cavosuperficial também é denominado margem, embora esse termo sirva para designar mais precisamente a linha de união da superfície externa do dente com o material restaurador colocado na cavidade.